# 安托万·热利纳-博利厄
安托万·热利纳-博利厄（法語：Antoine Gélinas-Beaulieu，1992年5月5日—），加拿大男子速度滑冰运动员，2020年世界单程距离速度滑冰锦标赛男子集体出发赛铜牌得主、2023年世界速度滑冰锦标赛男子团体竞速赛金牌得主和男子团体追逐赛银牌得主、2024年世界单程距离速度滑冰锦标赛男子团体竞速赛金牌得主、男子集体出发赛银牌得主和男子团体追逐赛铜牌得主。